# Statuia lui Tamás Borsos din Târgu Mureș
Statuia lui Tamás Borsos este un monument realizat de sculptorul Levente Kiss, care a fost dezvelit în anul 2000 în zona istorică a orașului Târgu Mureș, lângă Bastionul porții. Prin acest monument, autoritățile locale au intenționat să aducă un omagiu lui Tamás Borsos, judele orașului, care a reușit ridicarea cetății cu ajutorul contribuabililor și celor 32 de bresle meșteșugărești. Astfel în 29 aprilie 1616, localitatea a primit rangul de oraș liber regesc (în maghiară szabad királyi város, iar în latină libera regiae civitas) de la Gabriel Bethlen, principele Transilvaniei.

## Istoric
Bustul lui Tamás Borsos a fost furat la 5 mai 2012 pentru a doua oară în istoria lui, dar de data aceasta polițiștii mureșeni nu au mai putut-o găsi în urma verificărilor centrelor de valorificare a fierului vechi existente în județul Mureș. După turnarea unui bust nou, ansamblul monumental și-a recăpătat la 2 noiembrie 2012 forma inițială.

## Stil
Bustul este din bronz și cântărește 30 de kilograme. Pe arcurile din spate se găsește inscripția:
„In memoriam aedificatoris arcis”